# El Tag
El Tag (en árabe: التاج‎, romanizado: at-Tāj; también Al-Tag, Al-Taj) es una aldea y lugar sagrado en el oasis de Kufra, en la subregión del desierto libio del Sáhara. Se encuentra en el distrito de Al Kufrah, al sur de la región de Cirenaica, al sureste de Libia. El nombre árabe «El» se traduce como «corona» en español y deriva de la ubicación del sitio sobre la cuenca de Kufra. El Tag, al estar en una elevación, no tiene un manantial oasis ni un hábitat para las palmeras datileras nativas.

## Historia
El Tag fue fundado en 1895 por Muhammad al-Mahdi as-Senussi (1844-1902), después de que los otomanos lo obligaran a él y a los sanusíes a abandonar el oasis de Al Jaghbub, en el desierto de Cirenaica, y trasladarse a Kufra. Era hijo del fundador y líder supremo de la Orden, Muhammad ibn Ali as-Senussi (1787-1859). El-Mahdi fundó allí una zauía (madraza, escuela) con una mezquita y un minarete octogonal bajo. También construyó varias tumbas de la familia Senussi, entre las que posteriormente se incluyó la suya, convirtiendo así a El Tag en un lugar sagrado para los sanusíes.
Durante la colonización italiana, a mediados de la década de 1930, se construyó un fuerte militar, inspirado en las lecciones militares de la Primera Guerra Mundial. El fuerte resultó poco útil en tácticas de guerra de movimientos durante la Segunda Guerra Mundial. El fuerte, el aeródromo y oasis de Kufra fueron tomados por las fuerzas de la Francia Libre y el Grupo del Desierto de Largo Alcance británico en la batalla de Kufra de 1941, durante la Campaña del Desierto Occidental.
A finales de 2017, el predicador del movimiento salafista madjalismo, Majdi Hafala, ordenó a la milicia Subul al-Salam, de la tribu Zuwayya, asentada en Kufra, exhumar la tumba de Mohammed al-Mahdi al-Sanoussi, uno de los fundadores de la orden de los sanusíes. El cuerpo ya había sido exhumado en 2012 y enterrado en un cementerio cercano hasta que sus familiares lo encontraron y lo devolvieron a su tumba.